# فوتوکاتد

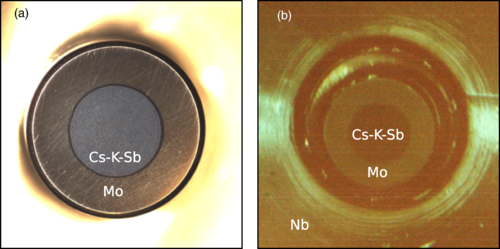
نمایی از فوتوکاتد Cs-K-Sb، که بر روی یک پلاگ مولیبدن متمرکز شده است (الف) پس از رشد در محفظه آماده سازی و (ب) پس از انتقال به فوتو انژکتور

فوتوکاتد (به انگلیسی: Photocathode) فوتوکاتد سطحی است که برای تبدیل نور (فوتون) به الکترون با استفاده از اثر فوتوالکتریک طراحی شده است. فوتوکاتدها در فیزیک شتاب‌دهنده‌ها مهم هستند، جایی که از آن‌ها در فوتوتزریق‌گر برای تولید باریکه‌های الکترونی با روشنایی بالا استفاده می‌شوند. پرتوهای الکترونی تولید شده با فوتوکاتد معمولاً برای لیزرهای الکترون آزاد و برای پراش الکترون فوق سریع استفاده می‌شود. فتوکاتدها معمولاً به‌عنوان الکترود با بار منفی در افزاره‌های آشکارسازی نوری مانند لامپ فوتوفزون‌گر، لامپ‌نور و شدت افزای تصویر استفاده می‌شوند. 
اگر چه یک صفحهٔ فلزی کاتد خواص فوتوالکتریک را نمایش می‌دهد، یک پوشش مخصوص تأثیرات را افزایش می‌دهد. معمولاً یک فوتو کاتد از فلزهای قلیایی با تابع کار خیلی کم تشکیل شده‌است. پوشش الکترون‌ها را آزاد می‌کند و به آن‌ها اجازه می‌دهد تا فوتون‌های دارای انرژی پایین را در تابش فروسرخ آشکار کند. عدسی که تابش را از جسم ارسال می‌کند از یک لایه از شیشهٔ پوشش مشاهده می‌شود. فوتون‌ها به سطح فلز برخورد می‌کنند و الکترون‌ها را به سمت عقب خود انتقال می‌دهند. سپس الکترون‌های آزاد شده برای تولید تصویر نهایی جمع می‌شوند.

## مواد فوتو کاتد
- Ag-O-Cs: این اولین مادهٔ مرکب فوتوکاتد بود که در ۱۹۲۹ رشد یافت حساسیت آن از ۳۰۰mm تا ۱۲۰۰nm می‌باشد. چون این ماده دارای جریان تاریکی زیادی نسبت به مواد مدرن فوتو مالتی پلیرتیوب هاست، امروزه از آن با خنک کردن فقط در ناحیهٔ مادون قرمز استفاده می‌شود.
- Sb-Cs: یک جواب طیفی از VU تا نورمرئی دارد و معمولاً در مد بازتابی فوتوکاتد از آن استفاده می‌شود.
- Bialkali: درست مانند حالت قبل با این تفاوت که جریان تاریکی کمتر و حساسیت بالاتری را دارا می‌باشد.
- (sodium-potassium- antimony, Na-K-Sb) High temperature bialkali or low noise bialkali

چون این مواد می‌توانند دمای ۱۷۵ درجهٔ سانتیگراد را نیز تحمل کنند از آن‌ها در شبکه‌های ورود نفت استفاده می‌کنند. 
- Multialkali: طیف وسیعی از پاسخ را از فرابنفش تا نزدیکی مادون قرمز در بر می‌گیرد.
- Ga As: این فوتوکاتدها پاسخ طیفی وسیعتری نسبت به حالت قبل دارند، از فرابنفش تا۹۳۰nm
- In Ga As: دارای گستره‌ای بین ۹۰۰mm تا ۱۰۰۰mn است.
- Cs-Te :Cs-Te, Cs-I به طول موج‌های بیشتر از ۳۲۰ mn غیر حساس است و l-Cs به بیشتر از ۲۰۰mn حساس نمی‌باشد.